# Lidija Bradara
Lidija Bradara (17. srpna 1971, Kiseljak, SFRJ) je politička z Bosny a Hercegoviny chorvatské národnosti, prezidentka Federace Bosny a Hercegoviny. Je členkou HDZ BiH (Chorvatského demokratického společenství Bosny a Hercegoviny). V letech 2019 až 2023 byla členkou Sněmovny lidu Bosny a Hercegoviny.

## Biografie
Narodila se v Kiseljaku, střední školu studovala tamtéž a vysokoškolské vzdělání získala na Sarajevské univerzitě, konkrétně vystudovala hospodářskou fakultu. V roce 2000 vstoupila do zmíněné politické strany. Nejprve pracovala na úřadě općiny Kiseljak, a to v odboru pro rozpočet a finanční záležitosti.
O dva roky později se stala po úspěšné kandidatuře ve volbách zastupitelkou Středobosenského kantonu. Odsud byla delegována později i do Sněmovny lidu Parlamentu Federace Bosny a Hercegoviny, byla jeho předsedkyní v letech 2014 až 2018. Od roku 2019 i byla nominována i do celobosenského parlamentu. V roce 2010 se také stala ředitelkou Politické akademie HDZ BiH.
Od 28. února 2023 je prezidentkou Federace Bosny a Hercegoviny. Stalo se tak po dohodě několika politických stran v rámci Federace Bosny a Hercegoviny. Během výkonu svého mandátu ji organizace válečných veteránů označila za podporovatelku Danila Kordiće, který byl odsouzen za válečné zločiny.